# Otorinolaringologija
Otorinolaringologija (oto- + rino- + laringo- + -logija) je medicinska znanost koja se bavi proučavanjem i liječenjem bolesti uha, nosa i grla. Doktor medicine koji je specijalist otorinolaringologije je otorinolaringolog. Po metodama liječenja otorinolaringologija je pretežno kirurška struka. U početku su se otologija (zajedno s rinologijom) i laringologija razvijale potpuno odvojeno i tek potkraj prvog svjetskog rata stvorena je jedinstvena struka. 
Moderna otorinolaringologija proširila se na liječenje susjednih organa: paranazalnih sinusa, jednjaka, traheje i bronha. U njenim okvirima razvile su se nove specijalizirane struke: fonijatrija, audiologija i dr.
Otorinolaringologija ima veliko socijalno značenje: u zaštiti dišnih organa od prašine u industriji i rudarstvu, u zaštiti uha od buke, u brizi za gluhe i nagluhe, u njihovoj rehabilitaciji.